# Vicolo del Chiozzino
Il vicolo del Chiozzino, a Ferrara, inizia dal volto omonimo in via Ripagrande e termina sulla parallela via Piangipane.

## Origini del nome

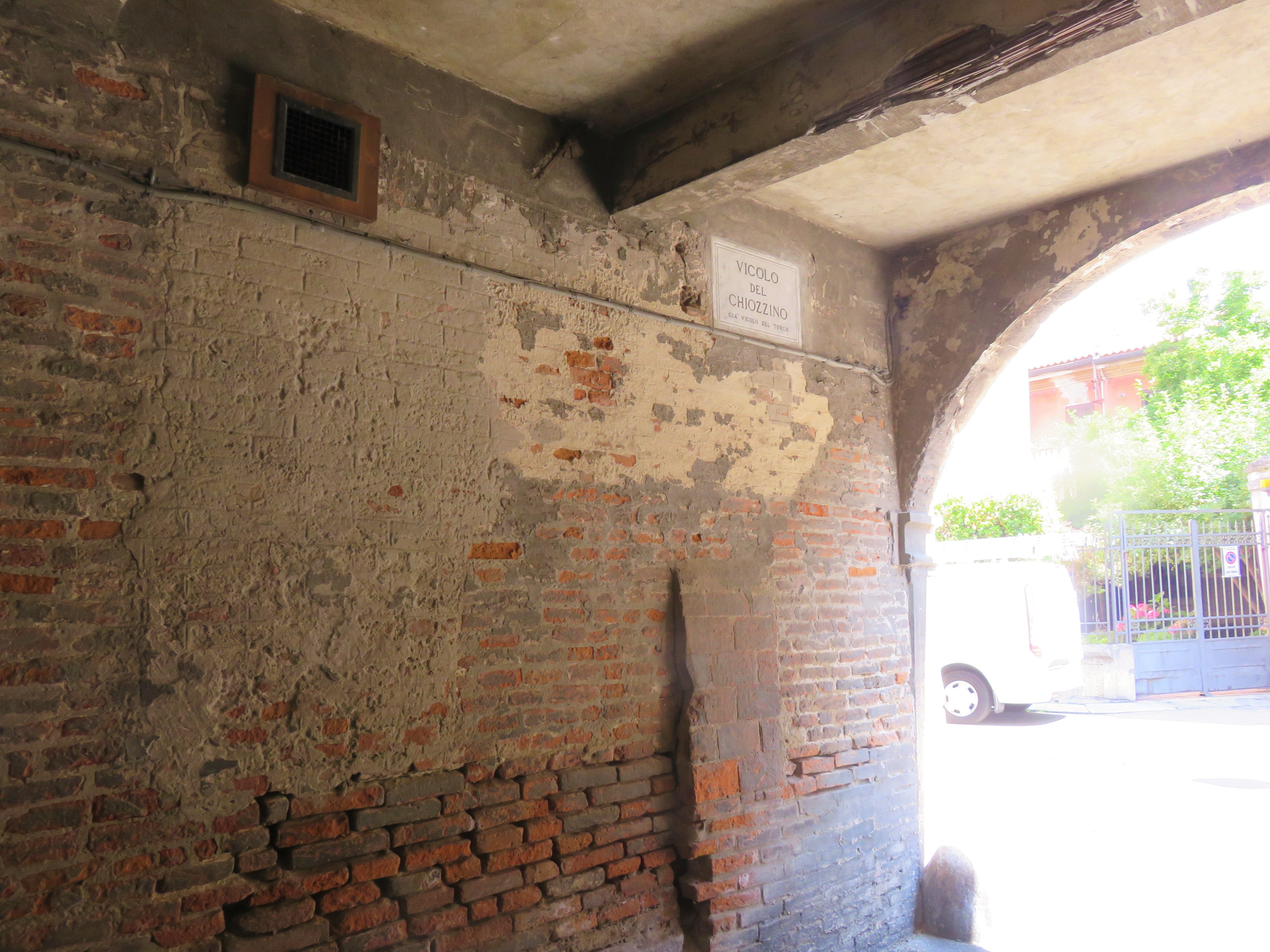
Vicolo del Chiozzino con targa stradale.

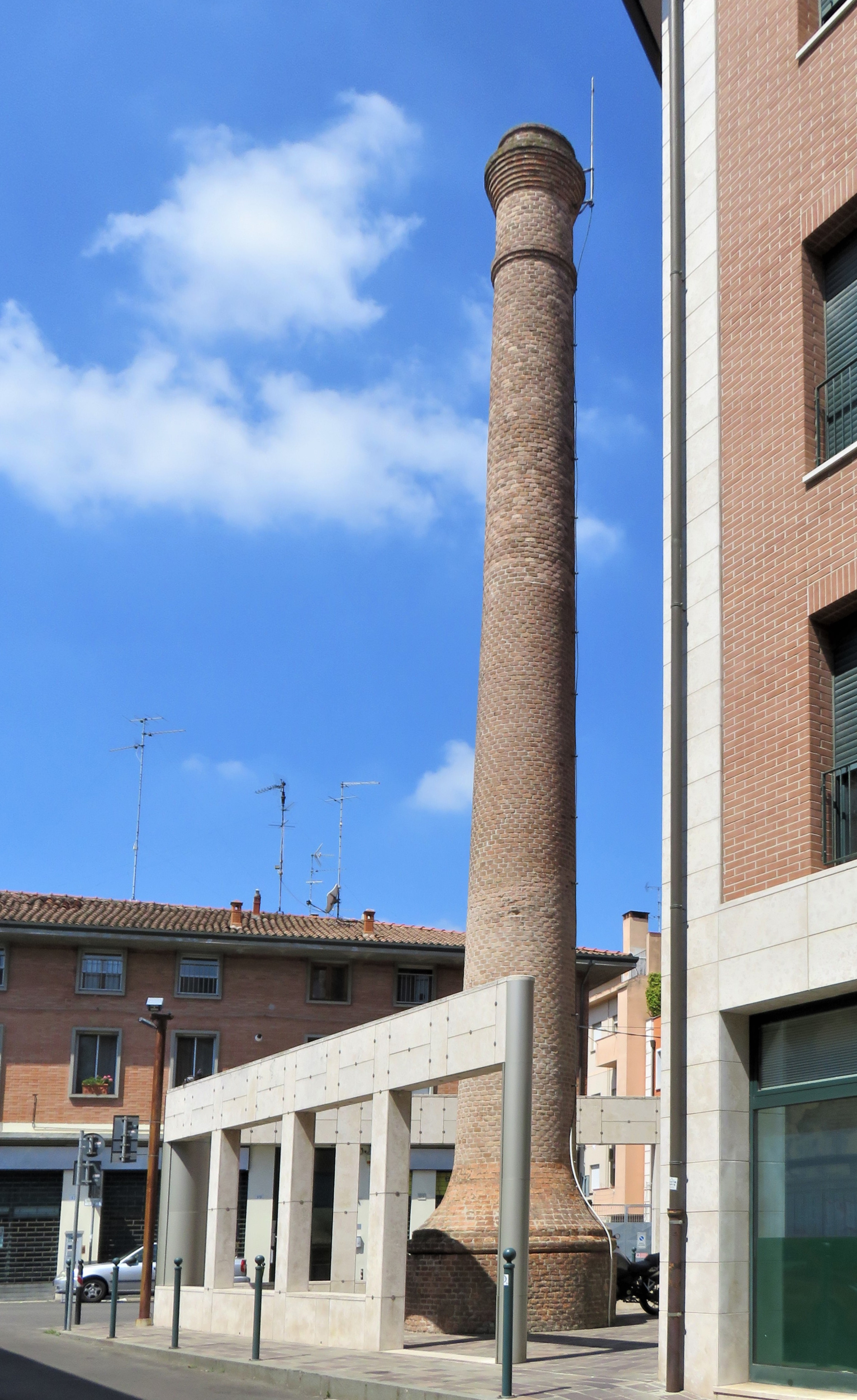
Ciminiera, esempio di archeologia industriale all'angolo con via Piangipane.

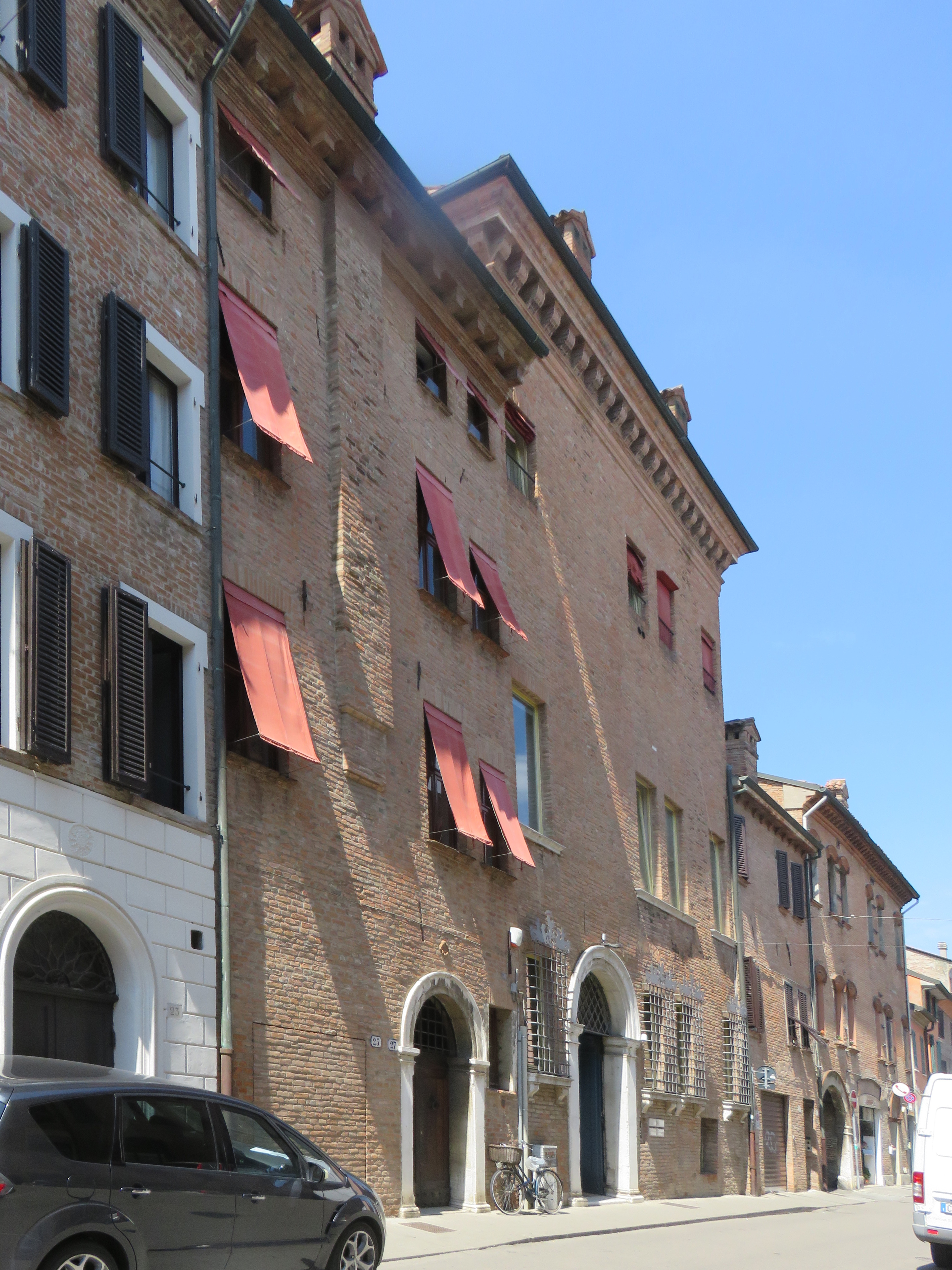
Palazzo Palmiroli, in Via Ripagrande 29, che fu di Bartolomeo Chiozzi detto il mago Chiozzini. Il vicolo del Chiozzino si riconosce accanto, a destra nell'immagine.

Anticamente era chiamato vicolo del Turco, essendo il prolungamento di tale antica strada medievale.

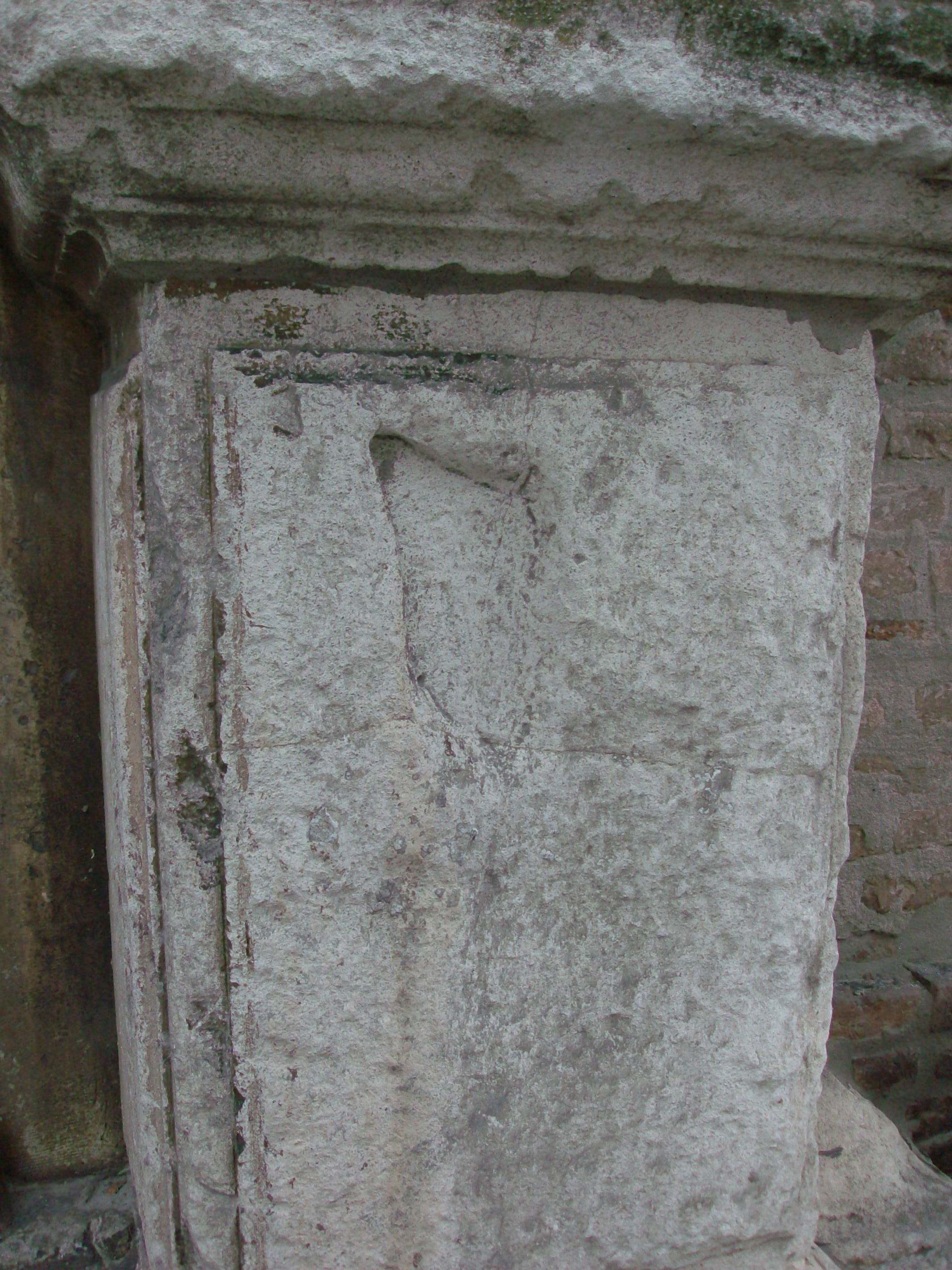
Chiesa di San Domenico a Ferrara, impronta del diavolo.

Successivamente, con una delibera consiliare del 1967, prese il nome recente venendo associato alla vicenda, parzialmente frutto di invenzione, del mago Chiozzino o mago Chiozzini.

## Storia
Il vicolo nacque come passaggio di collegamento tra la più antica via Grande e l'allora viuzza di Piangipane. Divenne famoso a Ferrara a partire dal XVIII secolo perché nell'adiacente palazzo in via Ripagrande 29 si stabilì l'ingegnere Bartolomeo Chiozzi soprannominato mago Chiozzini. Dall'inizio del XXI secolo a breve distanza si trova la sede del Museo nazionale dell'ebraismo italiano e della Shoah

## Descrizione
Il vicolo è un breve tratto di strada caratterizzato da due volti o cavalcavia che lo rendono in certi tratti oscuro. Il primo di questi volti, quello a nord su via Ripagrande, è anche chiamato vicolo del Diavolo. All'estremità opposta, quella su via Piangipane, rimane la ciminiera appartenente all'area industriale dismessa nel secondo dopoguerra che rappresenta un interessante esempio di archeologia industriale all'interno della cerchia delle mura cittadine. Per la sua particolare struttura è uno dei vicoli più caratteristici di Ferrara.

## Il mago Chiozzini
Il mago Chiozzini (o mago Chiozzino) sovrappone storia e leggenda popolare. La sua vicenda è in parte frutto di invenzione e viene raccontata in particolare dallo scrittore Riccardo Bacchelli nel suo Il mulino del Po che parla del mago Chiozzino presente in città tra la fine del XVII e l'inizio del XVIII secolo.
Secondo il racconto che ne fa Bacchelli Chiozzino era un astrologo e cabalista nativo di Mantova che si trasferì a Ferrara comprando l'allora palazzo Palmiroli. La sera di un 19 novembre avrebbe rinvenuto, nella cantina del palazzo, il libro magico con una formula adatta ad evocare il diavolo. Eseguito il rito, sarebbe comparso il diavolo nella forma di un piccolo personaggio smilzo e leggermente deforme che si presentò come suo servo col nome di Magrino. Dopo l'iniziale diffidenza il patto col diavolo permise a Chiozzini di iniziare a operare veri e propri prodigi, come quello di arrivare in volo a Vienna per difendere la città da una rotta imminente del Danubio. La sua impresa, al ritorno a Ferrara, gli procurò l'accusa di stregoneria e venne quindi imprigionato col rischio di essere mandato al rogo. Fu con la magia però che riuscì a fuggire e da quel momento i ferraresi, anche per timore, smisero di deriderlo e di accurarlo pubblicamente. Lui del resto non fu mai un pericolo per la città, anzi si prodigò in feste ai quali invitava tutti e in varie occasioni si rese utile non solo a Ferrara, ma pure a Mantova, dove liberò un palazzo dagli spiriti. Fu a Ferrara che rimase tuttavia maggiormente legato, proteggendola durante un assedio di truppe tedesche. Intanto Chiozzini iniziò a pentirsi di questo patto col diavolo, capendo che i vantaggi andavano quasi tutti ad altri e il prezzo lo avrebbe pagato solo lui.
Chiozzini decise così di infrangere il patto e riuscì a recarsi presso i domenicani ingannando con un espediente il servitore Magrino che gli stava sempre accanto. Lo obbligò a tornare a casa per portargli la tabacchiera che aveva scordato e così poté entrare nella chiesa di San Domenico. Il diavolo, reagendo con rabbia, lasciò una sua impronta caprina sul portale laterale della chiesa. In seguito fu confinato per molti anni nel quartiere Bentivoglio (poi quartiere Barco), dove si sfogò con urla terrificanti, e venne citato dai racconti popolari come l'Urlone del Barco. La figura reale che ispirò Bacchelli e storicamente documentata fu Bartolomeo Chiozzi nato a Mantova nel 1671. Per svolgere la sua attività di ingegnere idraulico si trasferì a Ferrara dove, nel 1706, sposò Cecilia Camilli nella chiesa di San Michele. Secondo la tradizione alcuni suoi scritti vennero bruciati dalla santa inquisizione.